# Bathypontia elegans
Bathypontia elegans is een eenoogkreeftjessoort uit de familie van de Bathypontiidae. De wetenschappelijke naam van de soort werd in 1920 voor het eerst geldig gepubliceerd door Georg Ossian Sars.